# Oscar Wijkander
Carl Oscar Wijkander, född 7 maj 1826 i Stockholm, död 20 januari 1899 i Helsingborg, var en svensk författare och översättare. Han var bror till generalen Theodor Wijkander.

## Biografi
Wijkander blev student vid Uppsala universitet 1844 och ägnade sig där åt olika sysselsättningar. År 1848 bevistade han fälttåget i Danmark som frivillig vid 4:e danska linjebataljonen och infriade så för sin del det vid studentmötet 1845 givna löftet. Sedan han 1849 undergått kansli- och kameralexamina, skrev han in sig i Finansdepartementet och andra ämbetsverk, var 1855-1856 tulldistriktschefssekreterare i Göteborg och ägnade sig därefter någon tid åt kommersiella sysselsättningar. Wijkander kallades 1863 till inspektör och litteratör vid den då nyss för Karl XV:s räkning inköpta Dramatiska teatern, blev 1868 intendent vid samma teater med bibehållande av litteratörbefattningen samt förordnades 1871 till sekreterare och ombudsman vid de kungliga teatrarna. Han fick på egen begäran avsked från intendentskåpet 1878 och från sekreterartjänsten 1881 samt bosatte sig 1891 i Helsingborg. År 1876 hade han utnämnts till hovintendent.
Han tilldelades Litteris et Artibus 1870.

## Verk
Wijkanders verksamhet som dramatisk författare börjades 1854, med det historiska skådespelet Lucidor, som efterföljdes av skådespelen Amarantherorden (1864), En konung! (1870, förhärligande Gustav III och belönad med Svenska Akademiens andra pris 1869), Siri (1874, tysk oversättning 1877), Svart i röd (1876, tysk oversättning 1878), Bertha Malm (komedi, 1882; översatt till tyska och tjeckiska). Medborgerligt förtroende (1883), Kvinnofrid (komedi, 1884) och Fru Madeleine Bunge (1886), i vilken sistnämnda pjäs det socialistiska äktenskapet och kvinnofrågan behandlas från konservativ ståndpunkt.
Han översatte eller bearbetade över ett hundratal stycken ur den franska, tyska och danska dramatiska litteraturen, bland annat Schillers Fiesco, Min ros i skogen, Dumas Falska juveler, Sardous Allt för fosterlandet och Onkel Sam samt Molbechs Ambrosius.
Wijkander redigerade för åren 1867 och 1868 en teaterkalender, Thalia. Han författade slutligen memoarer (Ur minnet och dagboken, 1882) och framträdde som lyriker med Femtio sonetter (1892).